# День белорусской письменности
День белорусской письменности (бел. Дзень беларускага пісьменства), первоначальное название День белорусской письменности и печати (бел. Дзень беларускага пісьменства і друку) — праздник в Республике Беларусь, который отмечается с 1994 года в первое воскресенье сентября. Ежегодно праздник проводится в новых городах с богатым историческим наследием, давних центрах просвещения, культуры и книгопечатания.

## История
Идея праздника появилась в Министерстве культуры и печати Беларуси после празднования 500-летия со дня рождения Франциска Скорины. После согласования с Советом Министров и Верховным Советом Республики Беларусь 25 мая 1994 появилось постановление об учреждении праздника Дня белорусской письменности. Первоначально дата празднования была приурочена ко дню издания первой печатной белорусской книги — 6 августа 1517 года.
С 1998 года дата празднования установлена в первое воскресенье сентября.
В рамках праздника проходит научно-просветительская экспедиция, фестиваль книги и прессы, вручение Национальной литературной премии, научно-практическая конференция, круглые столы с участием литераторов, работа выставок и творческих площадок и т.д.

## Места проведения

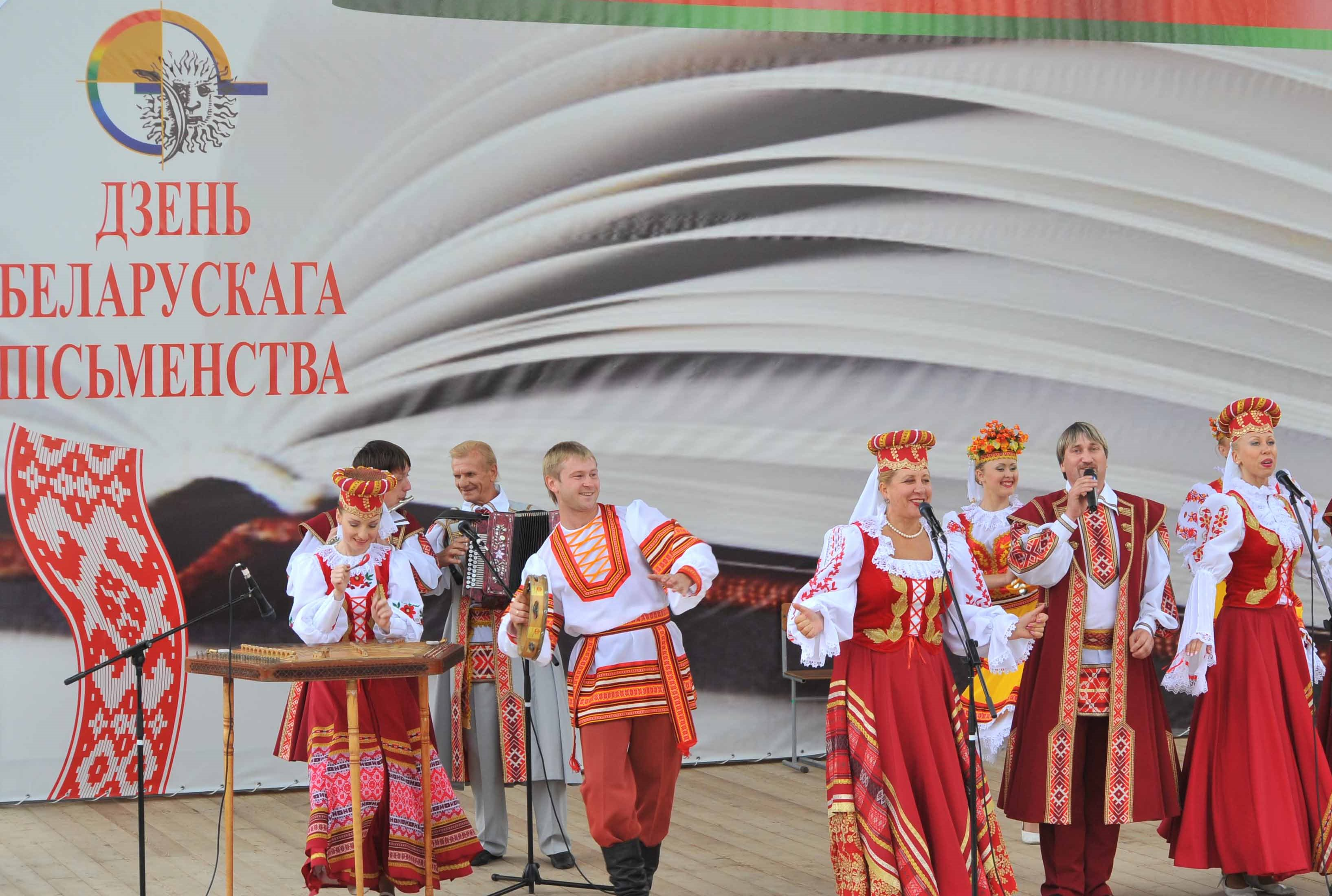
Хойники, 2010 год

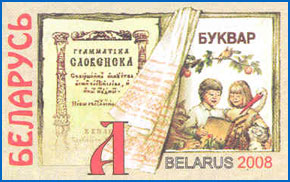
Оригинальная марка «День белорусской письменности» - Стилизованный букварь в развороте, рушник.

День белорусской письменности отмечался в следующих населённых пунктах:
- 1994 —  Полоцк (6 августа)
- Оригинальная марка «День белорусской письменности» - Стилизованный букварь в развороте, рушник.1995 —  Туров (6 августа)
- 1996 —  Новогрудок (6 августа)
- 1997 —  Несвиж (6 августа)
- 1998 —  Орша (6 сентября)
- 1999 —  Пинск (5 сентября)
- 2000 —  Заславль (3 сентября)
- 2001 —  Мстиславль (2 сентября)
- 2002 —  Мир (1 сентября)
- 2003 —  Полоцк (во второй раз; 7 сентября)
- 2004 —  Туров (во второй раз; 5 сентября)
- 2005 —  Каменец (4 сентября)
- 2006 —  Поставы (3 сентября)
- 2007 —  Шклов (2 сентября)
- 2008 —  Борисов (7 сентября)
- 2009 —  Сморгонь (6 сентября)
- 2010 —  Хойники (5 сентября)
- 2011 —  Ганцевичи (4 сентября)
- 2012 —  Глубокое (2 сентября)
- 2013 —  Быхов (1 сентября)
- 2014 —  Заславль (во второй раз; 7 сентября)
- 2015 —  Щучин (6 сентября)
- 2016 —  Рогачёв (4 сентября)
- 2017 —  Полоцк (в третий раз; 3 сентября)
- 2018 —  Иваново (2 сентября)
- 2019 —  Слоним (1 сентября)
- 2020 —  Белыничи (6 сентября)
- 2021 —  Копыль (5 сентября)
- 2022 —  Добруш (4 сентября)
- 2023 —  Городок (3 сентября)
- 2024 —  Ивацевичи (1 сентября)
- 2025 —  Лида (7 сентября)[4][5]

## В филателии

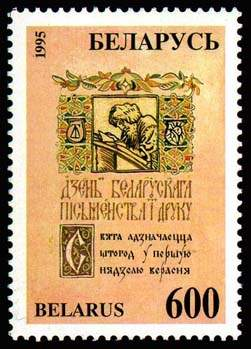
Почтовая марка Белпочта
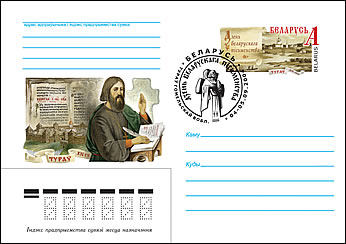
Туров, 1995
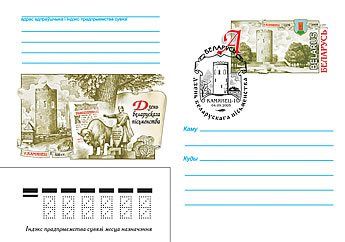
Каменец, 2005
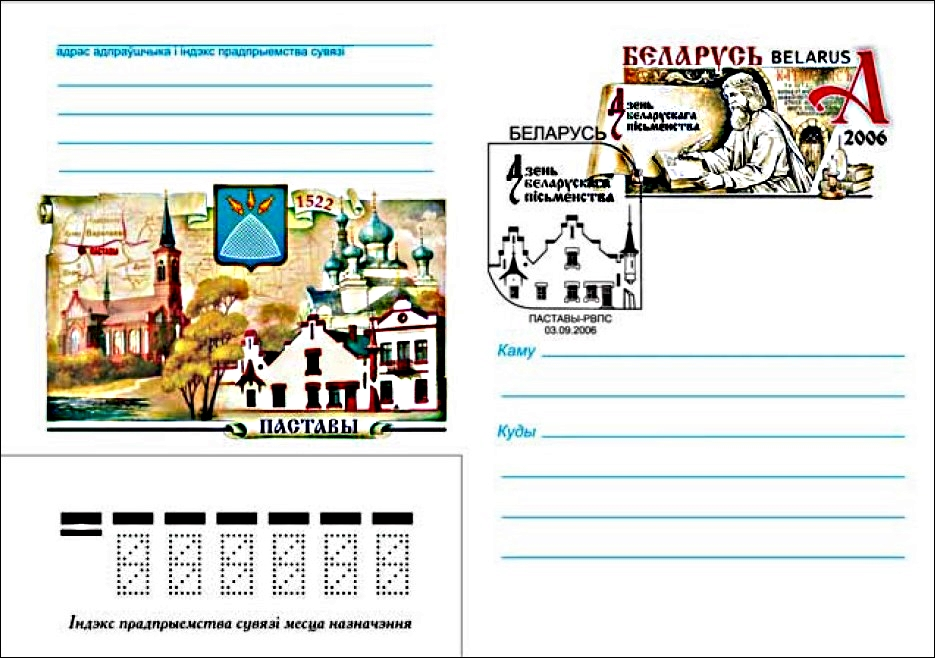
Поставы, 2006
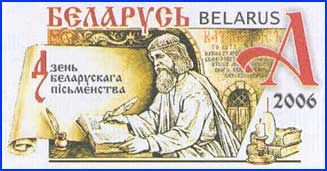
Поставы
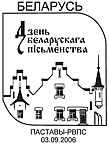
Поставы
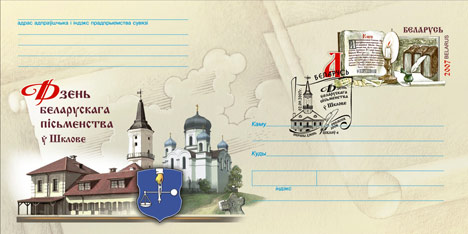
Шклов, 2007
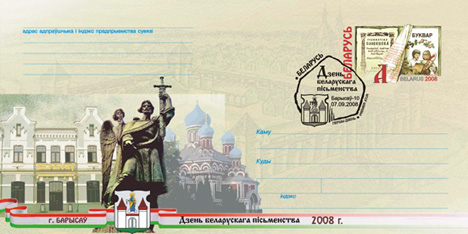
Борисов, 2008
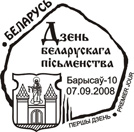
Борисов
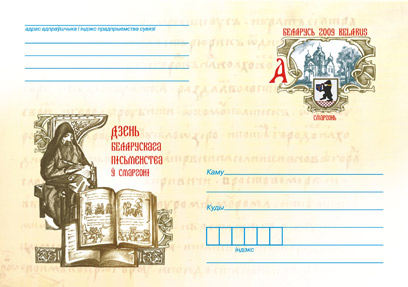
Сморгонь, 2009
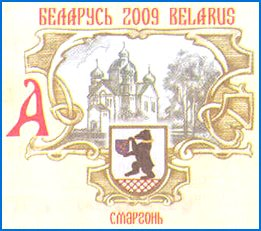
Сморгонь
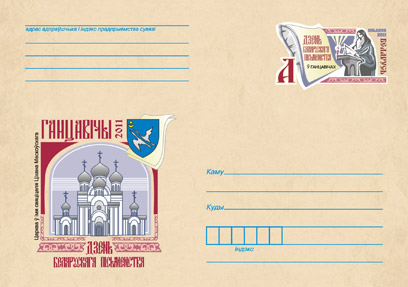
Ганцевичи, 2011
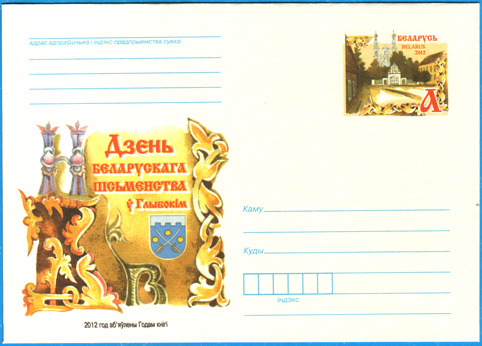
Глубокое, 2012
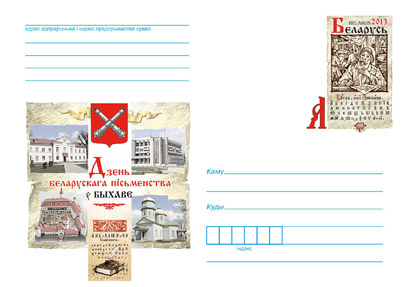
Быхов, 2013
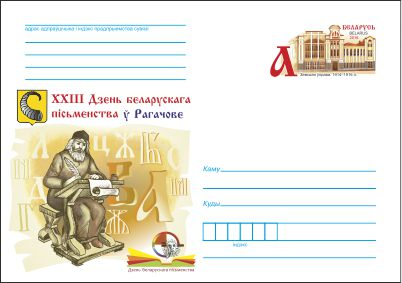
Рогачёв, 2016
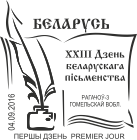
Рогачёв